# Богаутдинов, Гимаз Богаутдинович
Гимаз Богаутдинович Богаутдинов (Багаутдинов) (27 декабря 1897 ― 9―12 мая 1938) ― советский татарский государственный деятель. В 1921―1926 гг. ― нарком юстиции и прокурор Татарской АССР. В 1929―1930 гг. нарком внутренних дел ТАССР. В 1930―1931 гг. ― ректор Казанского университета, в 1931―1937 гг. ― ректор Казанского химико-технологического института.

## Биография
Родился 27 декабря в посёлке Бондюжский (ныне ― город Менделеевск, Татарстан) в семье рабочего Бондюжского химического завода. С 12 лет начал работать на том же заводе, где и отец. Исполнял обязанности рабочего, счетовода, мастера по производству химических товаров.
В 1917 году вступил в РКП(б) и начал принимать активное участие в партийной и профессиональной работе на заводе: был организатором Союза молодёжи Бондюжского завода; состоял членом редакционной коллегии газеты «Голос мусульманской молодёжи» и членом правления общества потребителей, также избирался в Совет рабочих депутатов Комиссаром здравоохранения Бондюжского завода и был контролёром кооперативов Бондюжского завода.
В 1918 году был избран делегатом на Губернский съезд Рабочих кооперативов и фабрично-заводских комитетов в городе Вятка, где он был избран заведующим отделом промышленности Вятского Губсовнархоза. В том же году Президиумом ГУБСНХ по болезни он был отпущен домой на 2 месяца в Бондюгу. В это время происходит восстание Чехословацкого корпуса, и он добровольно вступает рядовым в партизанский отряд бондюжских рабочих, отправляющихся на борьбу с чехословаками. Через 3 месяца его с отрядом переводят в 1-й сводный революционный полк. Здесь, после перерегистрации членов РКП(б), Богаутдинов служил агитатором, помощником секретаря и приказистом штаба 2-й армии Восточного фронта. Спустя 3 месяца его переводят на работу секретарём в политотдел штаба 2-й армии Восточного правого фланга, здесь же избирают делегатом на VI Рабоче-крестьянский съезд. На съезде он был избран членом Елабужского Уездного Исполнительного Комитета (Уисполкома) и назначен Заведующим отделом юстиции. Параллельно исполнял обязанности (выборные от партии) члена ревизионной комиссии Советских учреждений и председателя военного трибунала и контролёра Елабужской Чрезвычайной Комиссии.
Во время наступления армии Колчака Елабужский Ревком назначил Богаутдинова комиссаром от Елабужского казначейства по сдаче ценностей казначейства в Казнарбанк. В Казани он был поставлен на учёт Центромусвоенколлегией и назначен политкомом Мусульманского полка. После изгнания из Елабуги войск Колчака в конце мая 1919 года, по ходатайству Елабужского Ревкома, Богаутдинов был откомандирован в Елабугу. Здесь Уездный комитет назначил его районным ответственным организатором. Одновременно он был избран председателем комитета РКП(б) Бондюжского завода и оттуда был делегирован на VIII съезд Советов Елабужского кантона (района), на котором был избран членом Елабужского Уисполкома и секретарём Укома Елабужской организации РКП(б).
25 июля 1920 года Казанский губернский комитет назначает его председателем Мамадышского уездного исполкома, отсюда он был делегирован на областную конференцию коммунистов-татар, где был избран членом Областного Бюро коммунистов-татар. В этом же году Ревком ТАССР поручает ему организовать Кассационный Революционный Трибунал ТАССР и назначает его Председателем этого трибунала, а также заместителем Председателя Верховного Трибунала Татарской Республики. В 1920 году Богаутдинов участвует на 1-м учредительном Всетатарском съезде Советов, где его избирают членом Татарского Центрального Исполнительного Комитета (ТатЦИК).
В 1921 году на Елабужском кантонном съезде Советов он был избран делегатом на II съезд Советов Татарской ССР, на котором, в июне этого же года, его избирают членом ТатЦИКа и Народным Комиссаром Юстиции ТАССР, а с декабря 1922 года он исполняет обязанности ещё и Прокурора ТАССР.
В 1923 году поступает учиться заочно на физико-математический факультет Казанского Университета. В 1922, 1923 и 1925 гг. участвует в III, IV и V съездах Советов ТАССР, на которых его избирают членом ТатЦИКа и переизбирают Наркомом юстиции и Прокурором ТАССР. На съезды он был делегирован из Елабужского кантона и от Казанского городского Совета.
В марте 1926 года Тетюшский кантонный съезд делегирует его на VI Всетатарский съезд Советов. На съезде его избирают членом ТатЦИКа VII созыва, заместителем Председателя ТатЦИКа, в связи с чем его освобождают от обязанностей Наркома юстиции и Прокурора ТССР. В 1927 году на VII съезде Советов ТАССР он был избран на пост ответственного Секретаря ТатЦИКа, на этой должности он проработал до 1929 года. В период работы в ТатЦИКе он возглавлял: центральную комиссию по улучшению жизни детей, центральную избирательную комиссии, а также был председателем и распорядителем по расходованию средств фонда имени Ленина и др.
На VIII съезде Советов Татарской Республики, на который он был делегирован из Набережных Челнов, в мае 1929 года его избирают заместителем Председателя Совета Народных Комиссаров (СНК) и Народным Комиссаром Внутренних Дел, а также членом ТатЦИКа VIII созыва.
В конце 1929 года он переходит на научную работу в Казанский Государственный Университет. Его уход с руководящей административной работы, вероятно, был связан с его участием в середине 30-х, в группировке «султангалеевщины», и подписанным им известным «заявлением 39-ти».
Ещё в 1923 году он поступил на химическое отделение физико-математического факультета Казанского государственного университета и, несмотря на большую загруженность служебной и общественной работой, в 1930 году получает диплом химика. В феврале 1930 года, он работает на общественных началах заместителем декана физико-математического факультета университета. В марте 1930 года руководство университета обратилось с ходатайством в Народный комиссариат просвещения о назначении Богаутдинова заместителем директора университета. Ходатайство было удовлетворено, и с 7 марта 1930 года Гимаз Богаутдинович становится заместителем, несколько позднее и директором Казанского государственного университета. В январе 1931 года его назначают директором вновь созданного Казанского химико-технологического института (КХТИ), основанного на базе политехнического института и химического отделения физико-математического факультета университета. Здесь он работал до июня 1937 года.
В 1930-е годы Гимаз Богаутдинович активно работает в печати, редактирует республиканский технический листок «Технику массам», выступает с рядом практических рекомендаций по улучшению подготовки кадров для народного хозяйства страны. 3 сентября 1931 года газета «Красная Татария» публикует его большую статью под заголовком «Татария имеет все данные для мощного развертывания химической промышленности». Предвосхищая будущие успехи промышленного развития республики, он в заключение пишет: «Татария имеет все возможности и основания превратиться в один из крупнейших центров быстрорастущей в СССР химпромышленности».
Некоторое время был вероятным кандидатом на пост председателя ТатЦИКа. Однако в 1937 году, во время очередного витка репрессий был снят с должности директора Казанского химико-технологического института, вскоре был арестован по делу «Контрреволюционной троцкистски-националистической террористической организации».
В период с 9 по 12 мая 1938 года, по приговору выездной сессии военной коллегии Верховного Суда СССР, был расстрелян. Реабилитирован в 1957 году.